# 1512

## Събития
- Московското княжество завладява Смоленск, дотогава част от Великото Литовско княжество
- След четири годишен труд, Микеланджело Буонароти завършва изписването на свода на Сикстинската капела във Ватикана.

## Починали
- 22 февруари – Америго Веспучи, италиански мореплавател